# Охоронець (фільм, 1992)
Охоронець або Тілоохоронець (англ. The Bodyguard) — американський фільм 1992 року за участі Кевіна Костнера та Вітні Г'юстон. У фільмі Костнер грає колишнього агента Секретної служби США, який наймається особистим охоронцем героїні Г'юстон, музичної зірки, для її захисту від невідомого вбивці. Цей фільм став дебютним для Вітні Г'юстон.
Фільм відомий насамперед за своїм саундтреком.

## Сюжет
Френк Фармер, співробітник служби безпеки президента Рейгана, відчуває себе частково винним в тому, що за час його відсутності на президента було скоєно замах. Він покидає службу і наймається працювати охоронцем темношкірої співачки та актриси Рейчел Меррон, яка постійно отримує листи з погрозами. Первісна антипатія, що виникла між ними, поступово переростає в кохання. Сформована ситуація заважає охоронцеві виконувати свій професійний обов'язок, що призводить до частих конфліктів між Френком і Рейчел. Фармер приходить до висновку, що загроза життю Рейчел виходить аж ніяк не від психопата, а від професійного вбивці.

## У ролях
- Кевін Костнер — Френк Фармер
- Вітні Г'юстон — Рейчел Меррон
- Гарі Кемп — Сай Спектор, рекламний агент Рейчел
- Білл Коббс — Біл Дівейні
- Ральф Вейт — Херб Фармер
- Томас Арана — Ґреґ Портмен
- Деббі Рейнолдс — грає саму себе
- Річард Шифф — Скіп Томас, режисер Оскара
- Крістофер Бірт — Генрі
- Девон Ніксон — Флетчер Меррон
- Мішель Ламар Річардс — Ніккі, сестра Рейчел
- Натаніель Паркер — Клайв Гілі
- Майк Старр — Тоні
- Джеррі Бамман — Рей Корт

## Відгуки
«Охоронець» отримав загалом негативні відгуки від кінокритиків. На сайті Rotten Tomatoes тільки 33 % рецензій виявилися схвальними, а сам фільм отримав шість номінацій на Золоту малину, включаючи «Найгірший фільм». Оцінка глядачів на сайті IMDB — 6.2 бала з 10.
Натомість з фінансового боку фільм виглядає успішним. При бюджеті 16,6 млн. $ стрічка зібрала в США 121 млн, а загалом в світовому прокаті 411 млн. $, таким чином ставши сьомим найкасовішим фільмом 1992 року в Північній Америці і другим найкасовішим фільмом 1992 року у світі.

## Звукова доріжка
Альбом «The Bodyguard: Original Soundtrack Album» є найбільш продаваним саундтреком в історії, світові продажі якого сягнули приголомшливих 44 млн копій. Крім того, сингл Вітні Г'юстон «I Will Always Love You» продано 12 млн одиниць по всьому світу.
Дві пісні з фільму – «Run to You» і «I Have Nothing» – були номіновані на премію «Оскар» за найкращу пісню до фільму. Саундтрек було номіновано на чотири премії Ґреммі, з яких він переміг у трьох, в тому числі в номінації «Альбом року».